# Nauporto
Nauporto (in sloveno Vrhnika) è un comune di 16 117 abitanti della Slovenia centro-occidentale.
Esso sorge sulla sponda sinistra del fiume Ljubljanica, alimentato da almeno sette diversi corsi d'acqua di tipo carsico che riemergono proprio a monte della cittadina, una via d'acqua che ne fatto per secoli un importante snodo di traffici commerciali lungo l'antica via dell'Ambra.
Le fonti scritte menzionano per la prima volta Nauporto nel 1300 con il nome tedesco di Oberlaibach, "sopra il Laibach" che è in tedesco sia il nome del fiume che della città di Lubiana che questo attraversa.
Nauporto è gemellata con Gonars, in provincia di Udine.

## Storia
Secondo una leggenda gli Argonauti di ritorno dalla spedizione alla conquista del Vello d'oro, giunti fin qui dal Ponto (il Mar Nero) risalendo Danubio, Sava e Ljubljanica sulla loro nave Argo, la riportarono poi sulle spalle per raggiungere l'Adriatico e tornare in Ellade. Come riferisce lo storico greco del I secolo a.C. Strabone, le merci che all'epoca viaggiavano lungo la via dell'Ambra (che correva dal Baltico all'Adriatico) venivano caricate su barche che navigando Danubio, Sava e Ljubljanica giungevano a Nauportus per essere caricate su carri alla volta di Aquileia, Padova o Fiume da cui poi prendevano la via del mare Adriatico.
La tribù celtica dei Taurisci, che controllava lo scalo commerciale, venne quindi progressivamente sostituita dai romani che vi stabilirono una colonia che divenne municipio con il nome di Nauportus, parallelamente alla costruzione voluta dall'Imperatore Augusto di una nuova strada che unisse Aquileia alla fortezza legionaria della vicina Aemona (l'odierna Lubiana). Nei dintorni e a difesa dell'abitato fu allora costruita una serie di 62 torri quadrangolari a guardia delle mura di quello che era allora il limes romano delle Alpi Giulie, sul confine nord-orientale dell'Impero romano, i cui resti sono ancora oggi visibili, insieme alla torre principale che sorge all'interno dell'odierno cimitero cittadino. Saccheggiato una prima volta durante la rivolta dalmato-pannonica, Nauportus venne parzialmente distrutto nel 14 d.C. durante una ribellione dei coloni e, definitivamente nel 452, dagli Unni guidati da Attila.
Lo scienziato e scrittore Janez Vajkard Valvasor, nella sua monumentale opera in lingua tedesca "La gloria del Ducato di Carniola" (pubblicata a Norimberga nel 1589), scrive che Ober Laybach nel 1325 era già centro mercantile, dunque tra i più antichi della Carniola. Grazie alle attività collegate al trasporto fluviale, raggiunse il massimo benessere economico nel XVIII secolo, perdendo il suo ruolo di crocevia in seguito alla costruzione della via imperiale e della linea ferroviaria Vienna-Trieste, in esercizio dal 1858, che la estromisero dai principali scambi commerciali basati sul trasporto di lunga distanza, ormai preferito a quello fluviale. Contemporaneamente, però, iniziò un'intensa attività legata allo sfruttamento delle foreste del vicino hinterland montuoso con la nascita di numerose segherie alimentate dalle impetuose sorgenti del Laibach/Ljubljanica. A ciò si aggiunse la costruzione, ultimata nel 1899, di una breve linea ferroviaria che la unì alla capitale Lubiana e che favorì la nascita di industrie per la produzione di mattoni, legno, pellami e prodotti alimentari.
A Oberlaibach/Vrhnika nacque nel 1876 Ivan Cankar, ritenuto uno dei più importanti scrittori in lingua slovena, quando la regione era compresa nei confini dell'Impero austro-ungarico.
Dal 1941 al 1943 Vrhnika, già inclusa nel Banato della Drava all'interno del Regno di Jugoslavia, venne rinominata Verconico o Nauporto (con l'italianizzazione, usuale durante il periodo fascista, in questo caso del toponimo latino) facendo parte della provincia italiana di Lubiana creata a seguito dell'annessione al Regno D'Italia seguita alla spartizione della Jugoslavia tra le potenze dell'Asse nel corso della seconda guerra mondiale.